# Plectranthus gracilentus
Plectranthus gracilentus là một loài thực vật có hoa trong họ Hoa môi. Loài này được (S.Moore) ined. miêu tả khoa học đầu tiên.